# Réaction de Belooussov-Jabotinski

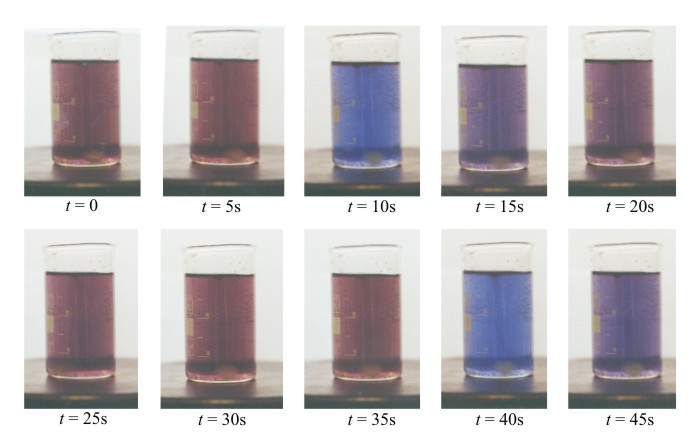
Une solution brassée change de couleur alors que le temps passe.

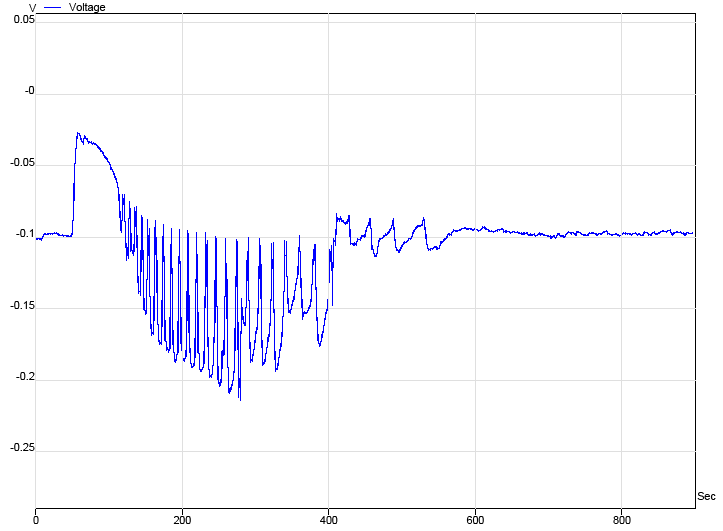
Graphique du potentiel électrique d'une réaction de Belooussov-Jabotinski, utilisant des électrodes en argent et une demi-cellule en Ag/AgNO_{3}.

Simulation informatique d'une réaction de Belooussov-Jabotinski telle qu'elle pourrait apparaître dans une boîte de Petri.

La réaction de Belooussov-Jabotinski, ou réaction BZ, est une réaction oscillante, mise en évidence pour la première fois en 1950 par le chimiste russe Boris Pavlovitch Belooussov.

## Historique

### Découverte fortuite par Belooussov
Au début des années 1950, le biochimiste Boris Pavlovitch Belooussov, qui travaillait au sein du laboratoire de biophysique du ministère de la santé de l'URSS, tentait d'élaborer un cycle inorganique semblable au cycle de Krebs, un processus du métabolisme dont l'acide citrique est un intermédiaire réactionnel. Au cours de ces recherches, il songea alors à faire réagir des ions bromate BrO3− sur de l'acide citrique, en présence d'ions cérique Ce4+, qui devaient jouer le rôle de catalyseur. Belooussov espérait ainsi réduire le cérium (IV) en cérium (III), ce qui aurait provoqué une décoloration de la solution, celle-ci perdant sa couleur jaune. Toutefois, lorsque le chimiste fit l'expérience, ses observations furent bien différentes, puisqu'il constata une succession périodique de colorations et de décolorations du milieu réactionnel : Belooussov venait par hasard de faire la découverte de la première réaction oscillante dont l'observation était relativement aisée.
Belooussov tenta d'expliquer les oscillations colorées dont il était témoin à l'aide d'un mécanisme réactionnel qu'il avait élaboré. Il rédigea un article qu'il soumit à une première revue, mais le rapporteur le refusa, déclarant que son expérience allait à l'encontre du deuxième principe de la thermodynamique, en dépit des photographies des différentes phases de la réaction, adjointes par Belooussov. Bien que celui-ci essuyât un second refus de publication dans un autre périodique six mois plus tard, il parvint à partager ses travaux dans le compte-rendu d'une conférence qu'il donna en 1958,.

### Étude de la réaction par Jabotinski
Malgré l'absence de reconnaissance de la découverte, la réaction de Belooussov intéressait les chercheurs de quelques laboratoires des alentours de Moscou, si bien qu'en 1961, Anathol Jabotinski, jeune biophysicien, choisit de l'étudier au cours de sa thèse. Il reprit l'expérience réalisée par Belooussov, tout en modifiant certains réactifs : l'acide citrique était remplacé par l'acide malonique, et un indicateur coloré rédox, l'orthophénantroline ferreuse, était ajouté au milieu réactionnel. Jabotinski observa à son tour les oscillations rapportées par Belooussov. Ce dernier, qui en fut informé par une lettre, mourut en 1970 sans avoir accepté de rencontrer le biophysicien. Néanmoins, en 1980, ils reçurent conjointement le prix Lénine pour leur découverte, et la dénomination « réaction de Belooussov-Jabotinski » leur rend désormais hommage.

## Description

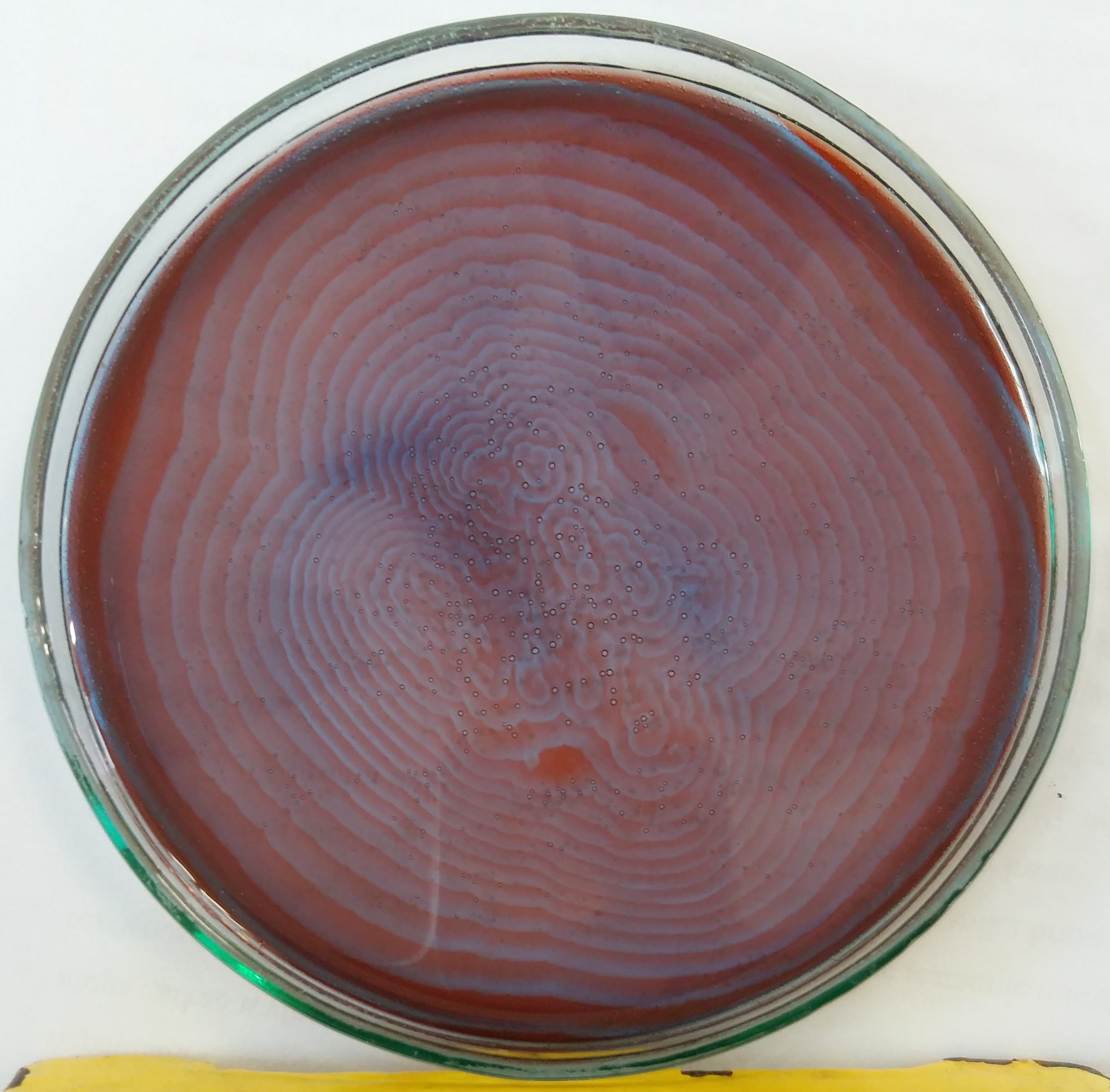
Motif obtenu dans une boîte de Petri.

En mélangeant cinq composés courants dans l'eau, à température ambiante, l'état d'équilibre n'est pas directement atteint : la solution oscille alors entre deux états, avec une grande régularité et ce, pendant près d'une centaine de cycles, jusqu'à épuisement d'un des réactifs. Classiquement, cette réaction oscillante est réalisée dans une boîte de Petri où apparaissent en surface des ondes de concentration dont l'évolution est périodique.